# Joana Vasconcelos (Künstlerin)

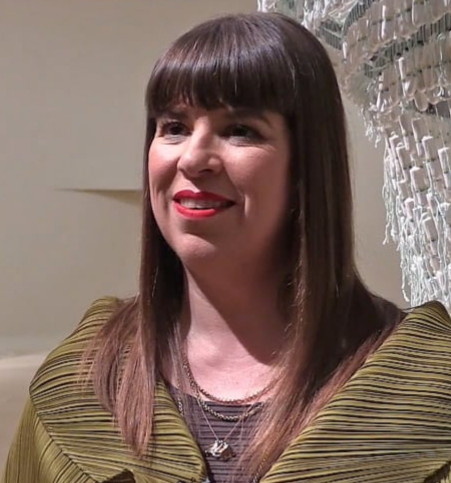
Joana Vasconcelos (2018)

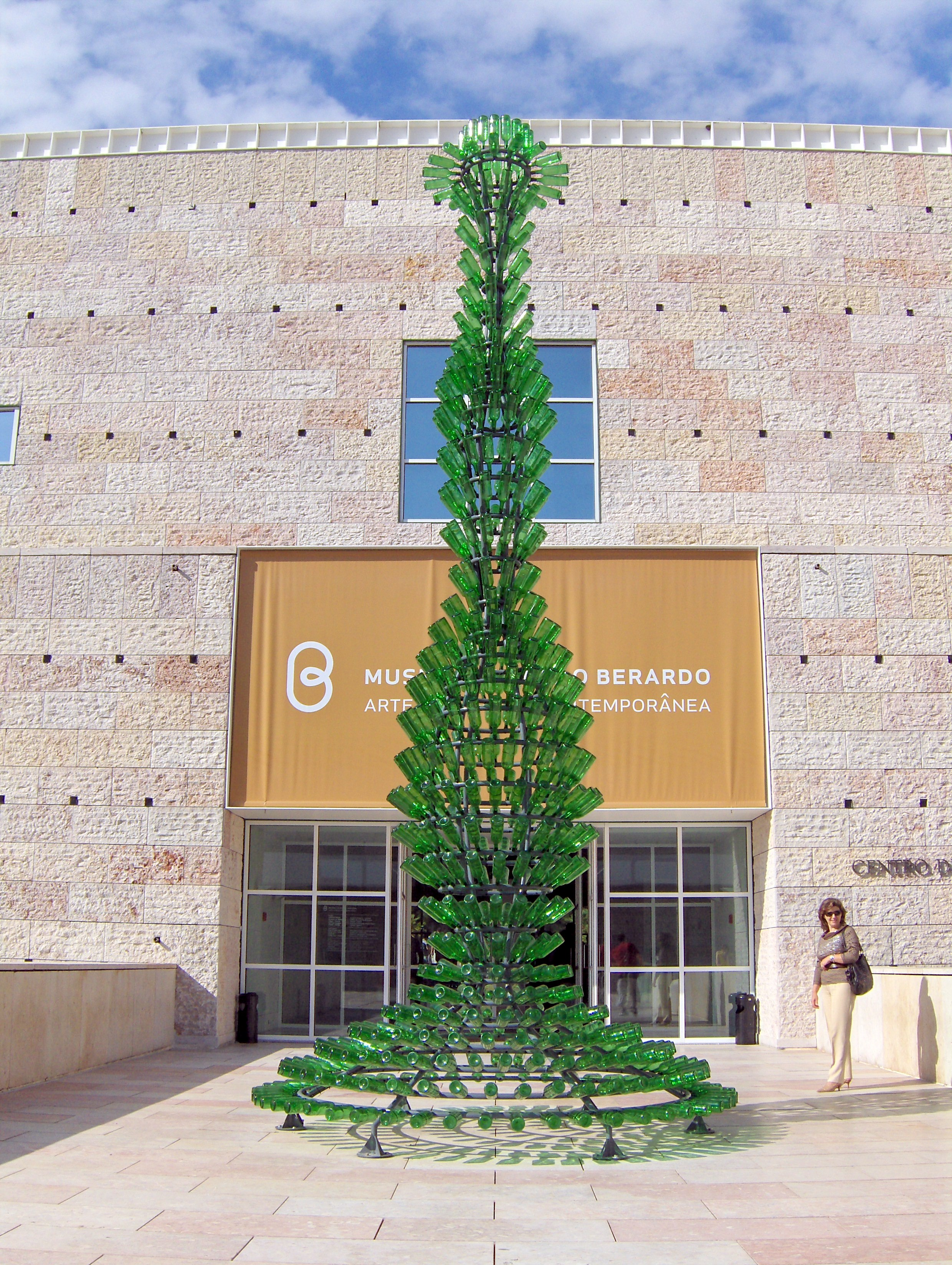
Nectar, Monumentalplastik aus grünen Glasflaschen, auf dem Vorplatz des Museu Coleção Berardo in Lissabon (2006)

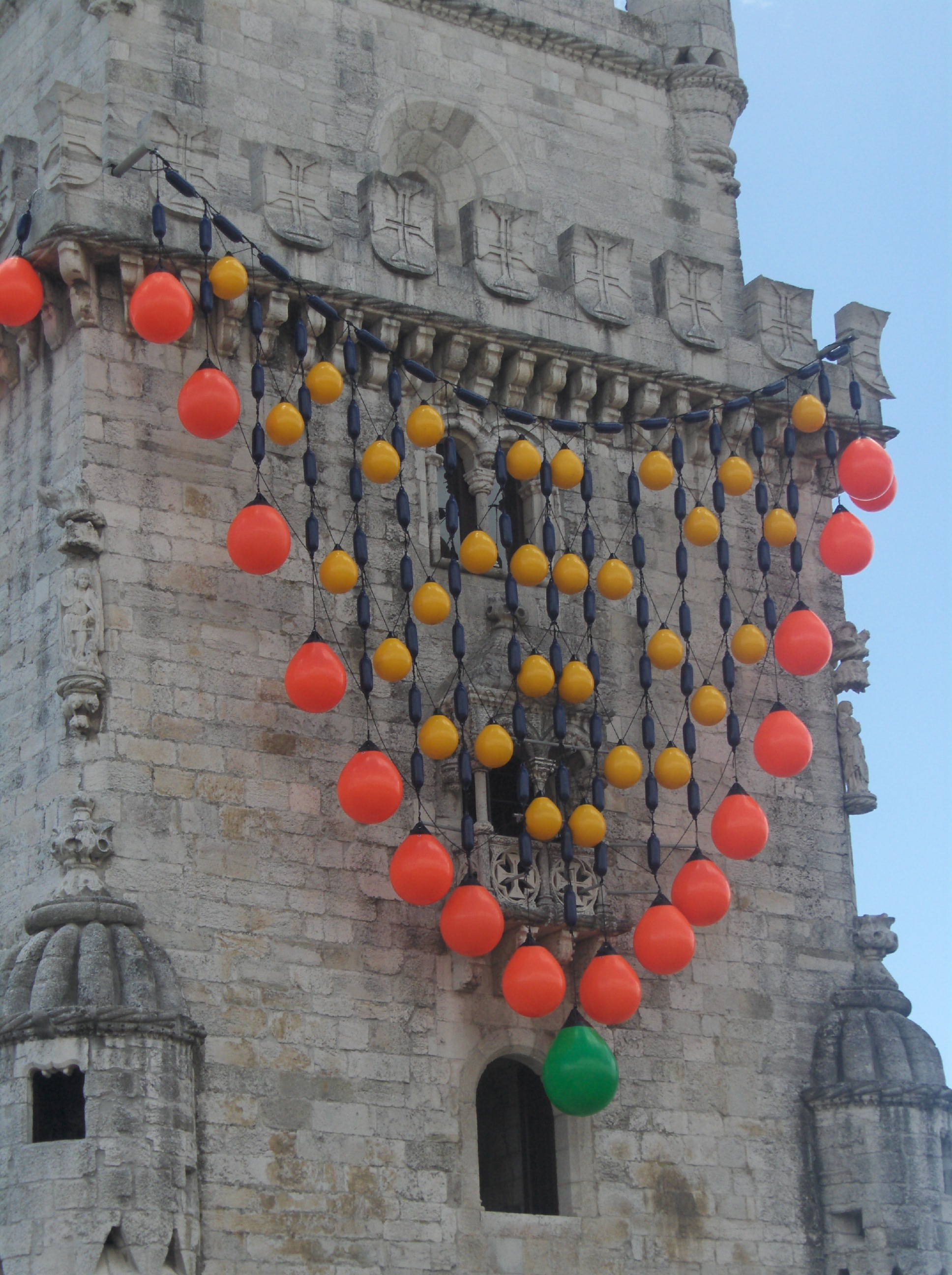
A Jóia do Tejo, (Schmuckstück des Tejo) aus Bojen, Lissabon (2006)

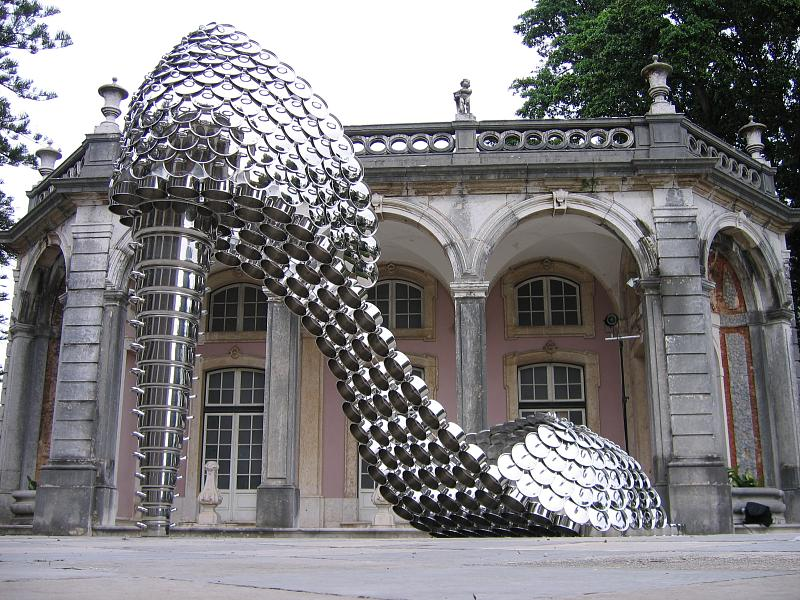
Cinderela, meterhoher Stöckelschuh aus Hunderten von handelsüblichen Edelstahltöpfe, Palácio de Belém (2007)

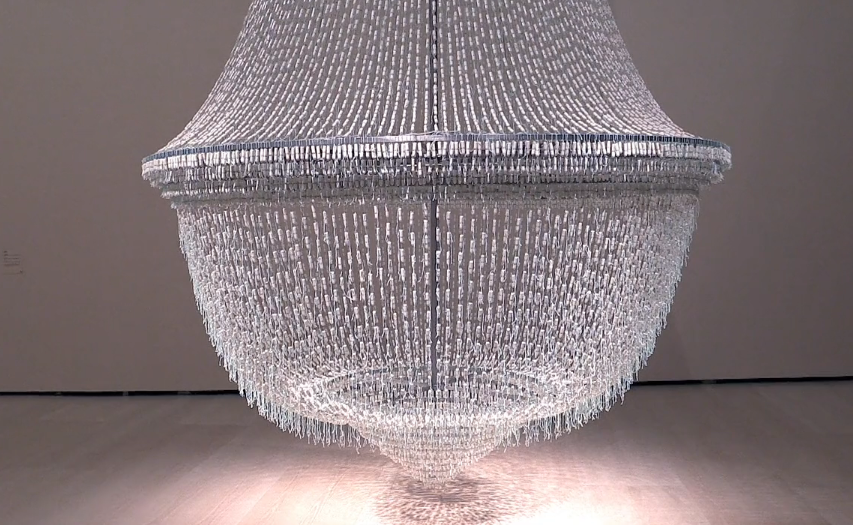
A Noiva (Die Braut), ein Lüster aus Tampons, diese Installation wurde erstmals auf der Biennale Venedig gezeigt, heute im Guggenheim-Museum Bilbao

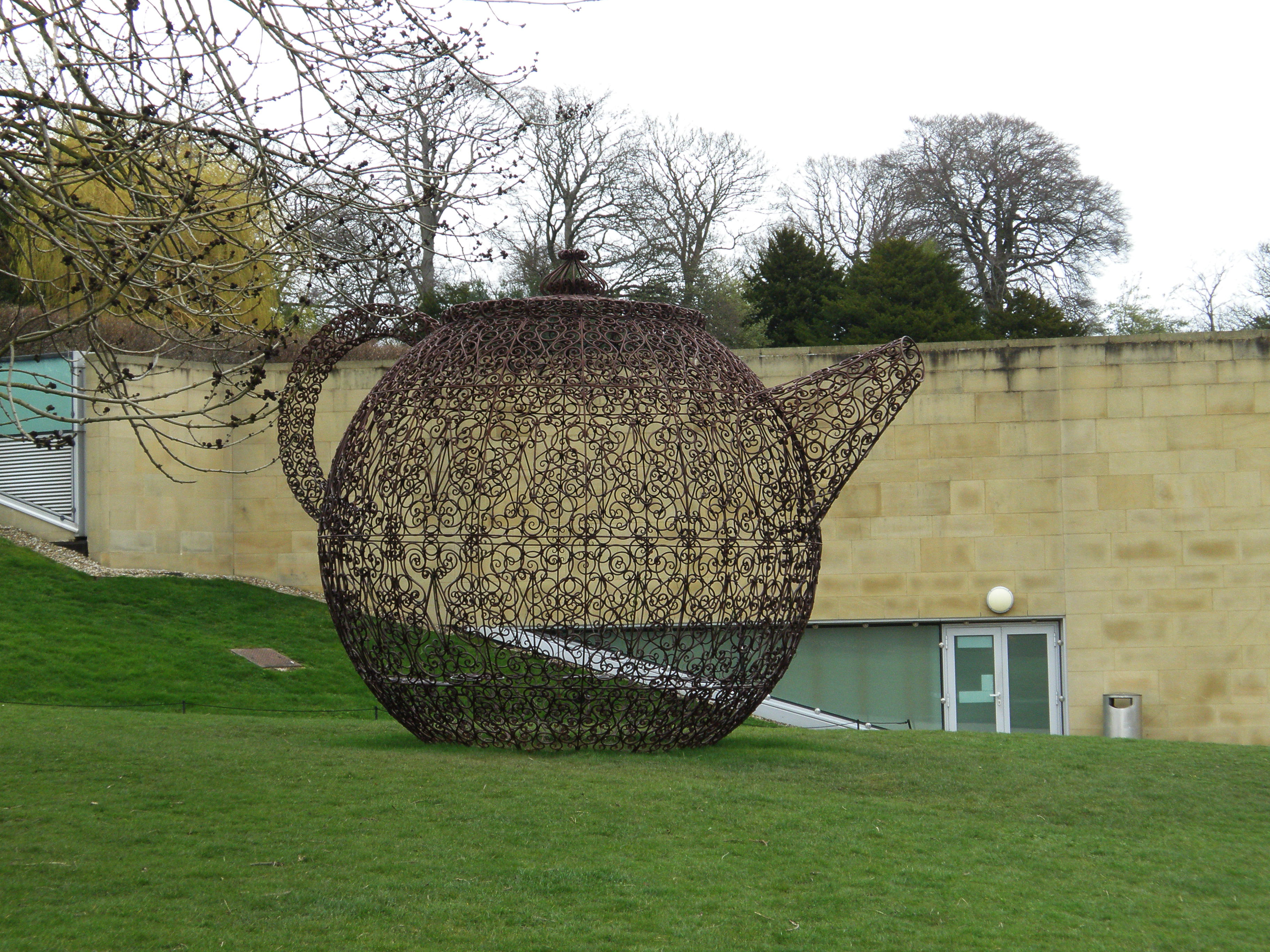
Pavillion de Thé, Außenraumskulptur aus Schmiedeeisen, eine historische Anspielung auf die Rolle, die Portugiesen bei der Einführung von Tee in Europa hatten; oder am Beispiel von Katharina von Braganza, Infantin von Portugal und Königin von England und Schottland, der die Rolle zugeschrieben wird, den Brauch des Teetrinkens in England eingeführt zu haben (2012)

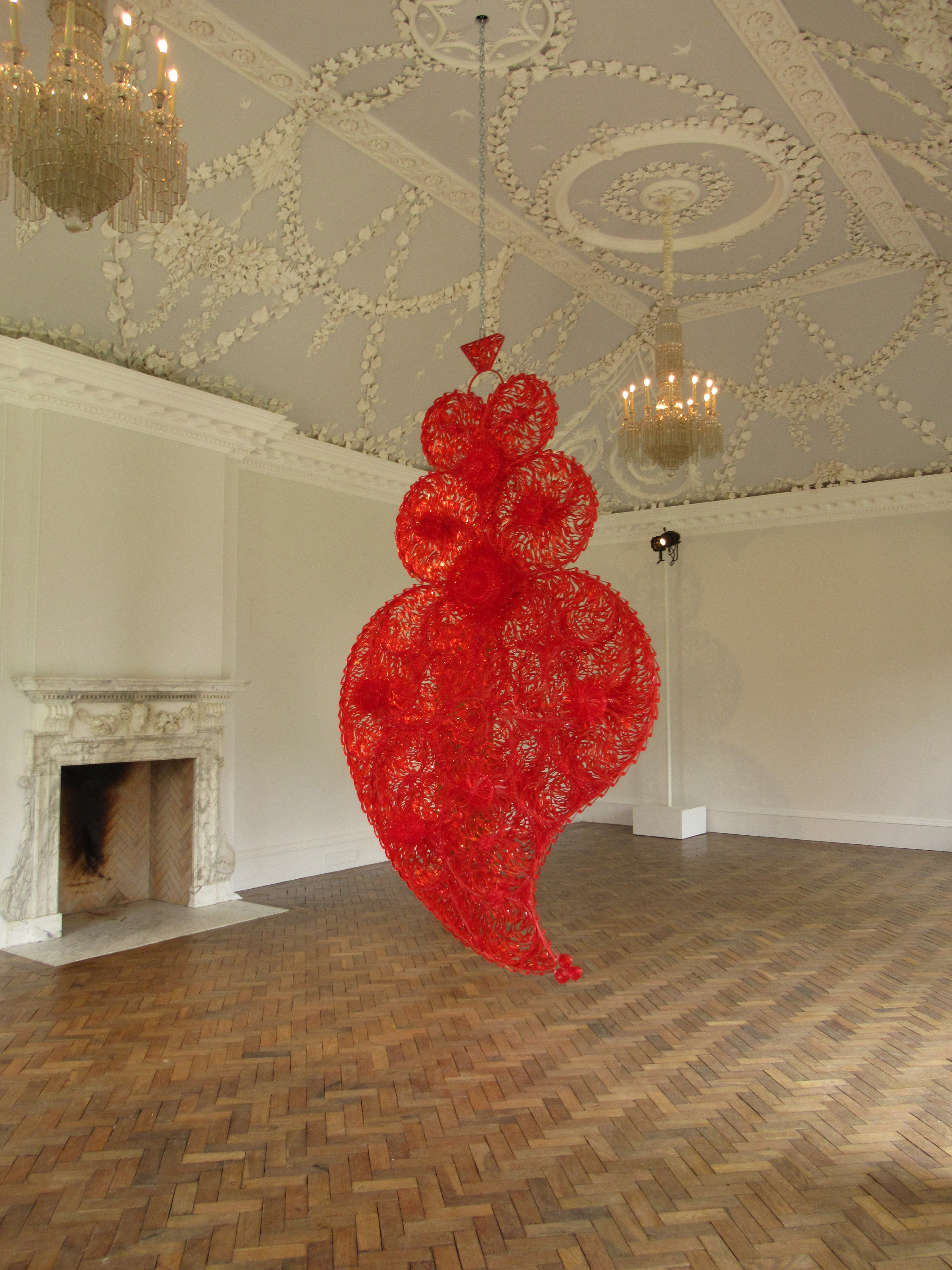
Coração Independente Vermelho (Rotes unabhängiges Herz), entlehnt der filigranen Goldschmiedekunst aus Viana, Region Minho, hier es aus Tausenden roten Wegwerf-Plastikbesteck

2-Euro-Gedenkmünze Portugal, Olympischen Sommerspielen Rio 2016

Joana Vasconcelos (* 8. November 1971 in Paris) ist eine portugiesische Bildhauerin der Gegenwart. Sie ist bekannt für aufwendige Skulpturen und gigantische Installationen, in denen sie oft traditionelle Handwerkstechniken einsetzt. Ihre heiter-ironischen Arbeiten berühren oft Fragen der kulturellen Identität, der Konsumgesellschaft nebst der immer wiederkehrenden Auseinandersetzung mit der Rolle der Frau in der Gesellschaft.

## Leben
Joana Vasconcelos wurde 1971 in Paris geboren. Mit achtzehn Jahren begann sie ein Studium der Bildenden Künste an der Kunstschule Ar.Co - Centro de Arte & Comunicação Visual in Lissabon, das sie 1996 abschloss. Seit 1994 stellte sie ihre Werke regelmäßig aus, zuerst in Portugal, später weltweit. Sie erlangte ihren internationale Durchbruch 2005 mit „The Bride“ auf der ersten von Frauen kuratierten Biennale von Venedig; 2013 gestaltet die sie den kompletten Pavillon für Portugal.
Unter zahllosen internationalen Einzelausstellungen sind zuletzt die Museumsschauen in der Manchester Art Gallery (2014), dem Tel Aviv Museum of Art (2013) oder die im Schloss Versailles (2012) hervorzuheben. Als jüngste Künstlerin und bisher einzige Frau im Schloss Versailles war ihre Ausstellung 2012 die meistbesuchte in Frankreich seit 50 Jahren. Im Jahr 2018 war sie die erste portugiesische Künstlerin, die im Guggenheim Bilbao ausstellte, mit einer der meistbesuchten Retrospektiven in der Geschichte des Museums und erreichte den vierten Platz in den Top 10 der Jahresausstellungen von The Art Newspaper.
Ihre Arbeiten sind in bedeutenden Museen und Galerien auf der ganzen Welt vertreten, darunter: Palazzo Grassi, Museo Thyssen-Bornemisza, Royal Academy of Arts, Manchester Art Gallery, CCBB de São Paulo, İstanbul Modern, Garage Museum of Contemporary Art, Monnaie de Paris, Palais de Tokyo und Eremitage (Sankt Petersburg). Ihr Werke sind in bedeutenden internationalen Sammlungen vertreten, beispielsweise in denen von Calouste Gulbenkian, José Berardo Collection, Ömer Koç, sowie den Stiftungen François Pinault und Louis Vuitton. Insgesamt wurden Vasconcelos mehr als 30 Kunstpreise verliehen. Sie gewann den Fundação EDP New Artists Award im Jahr 2000, 2006 den Award The Winner Takes It All von der Berardo Stiftung, wurde 2012 von der Foreign Press Association zur Persönlichkeit des Jahres gekürt und erhielt 2013 den Contemporary Art Award in Israel.
Ihr wurde 2009 von Portugal der Rang einer Kommandeurin des Ordens des Infanten D. Henrique verliehen und wurde 2022 erhielt sie von Frankreich den Titel Officier de l'Ordre des Arts et des Lettres.
2009 erschien der Dokumentarfilm Joana Vasconcelos: Coração Independente bei Midas Filmes, in dem Regisseurin Joana Cunha Ferreira Vasconcelos und ihr Team bei der Arbeit zeigt. 2010 wurde in der Reihe „Künstler hautnah“ auf ARTE eine Dokumentation über Vasconcelos  ausgestrahlt.
Joana Vasconcelos lebt und arbeitet in Lissabon.

## Werk
Zu Vasconcelos’ Werk gehören hauptsächlich Installationen und Skulpturen, sowie Videos, Fotografien und Performances.
Sie arbeitet mit einem Team zusammen, das sie unterstützt, denn viele ihrer Arbeiten sind sehr aufwändig herzustellen.
Eines ihrer bekanntesten Werke ist die sieben Meter hohe Skulptur Nectar, die sich vor dem Eingang des Museu Colecção Berardo in Lissabon befindet. Sie besteht aus Eisen und Glasflaschen und zeigt dem Betrachter, wie aus gewöhnlichen Materialien des Alltags etwas Großes entstehen kann – ein Thema, das sich in Vasconcelos’ Arbeiten häufig wiederfindet.
Ein anderes Werk, welches sie bekannt machte, ist die Installation Jóia do Tejo, die 2006 die Fassade des Torre de Belém schmückte.
Neben moderner Konzeptkunst setzt Vasconcelos auch alte Handarbeitstechniken wie Häkeln oder Nähen ein, oft in Kombination miteinander. So werden beispielsweise Möbel, Musikinstrumente oder Skulpturen mit gehäkelten Netzen umspannt. Auch andere manuelle Techniken wie das Schweißen kommen zum Einsatz.
Oft drückt sich in Vasconcelos’ Werken ihre Identität als Frau und Portugiesin aus. So erregte sie 2005 auf der Biennale in Venedig mit der Konstruktion A Noiva Aufsehen, die fünf Meter hoch war und aus 25.000 Tampons bestand. Ein anderes Beispiel ist ihre frühe Skulpturreihe Independent Hearts, bei der sich gigantische Herzen an einer Kette drehen, während portugiesische Fadomusik erklingt. Zu ihren neueren Werken gehören überdimensionale, aus Stahltöpfen zusammengeschweißte Pumps. Eine dieser Konstruktionen, Marilyn, erzielte auf einer Auktion in London einen Preis von £500,000.

## Ausstellungen (Auswahl)
- 2004: Arte Portugues y Espanol de los 90, CAAM, Las Palmas de Gran Canaria
- 2005: EMERGENCIAS, MUSAC Leon
  - 51. Biennale Venedig 2005, Biennale Venedig
  - INICIATIVA X – 2005, Arte Contempo, Lissabon
- 2006: Paradiso & Inferno, Mario Mauroner, Salzburg
- 2007: Joana Vasconcelos, Rena Bransten Gallery, San Francisco[3]
  - Existencias, MUSAC Leon
  - Coleccion Josep Civit : La vida privada, CDAN Huesca
- 2008: L’Argent, Frac Ile-de-France, Paris
- 2009: MUSAC – Mi Vida. From Heaven to Hell., Mücsarnok Kunsthalle Budapest
  - Júlio Pomar & Joana Vasconcelos: À la mode de chez nous, Centre Culturel Calouste Gulbenkian Paris
  - Garden of Eden #2, Es Baluard[4]
- 2010: Un chef-d’œuvre existe une fois pour toutes, FAUX MOUVEMENT, Metz
  - Joana Vasconcelos: I Will Survive, Haunch of Venison, London[5]
  - Loft, Galerie Nathalie Obadia, Paris
  - Sem Rede, Anthologische Ausstellung über Vasconcelos’ Werk der letzten 15 Jahre, Museu Colecção Berardo, Centro Cultural de Belém, Lissabon[6]
- 2011: Contemporary Eye: Crossovers, PALLANT HOUSE GALLERY Chichester
  - The World Belongs to You, Palazzo Grassi, Venedig
- 2012: Joana Vasconcelos. Versailles, Schloss Versailles
- 2013: Trafaria Praia, Biennale Venedig
  - Lusitana 2013, Tel Aviv Museum of Art[7]
- 2014: Joana Vasconcelos: Time Machine, Manchester Art Gallery[8]
- 2016/17: Joana Vasconcelos: Textures of Life, ARoS Aarhus Kunstmuseum (ARoS)[9]
- 2017: Joana Vasconcelos, Galerie Scheffel, Bad Homburg (erste Ausstellung in Deutschland, mit Installation Pin de Vinho im Kurpark Bad Homburg)
- 2018: I’ll Be Your Mirror („Ich werde Dein Spiegel sein“), Guggenheim-Museum Bilbao, darunter neu hierfür Egérie, „Muse“.[10]
- 2024: Joana Vasconcelos: Le Château des Valkyries. Landesmuseen Schleswig-Holstein, Museum für Kunst und Kulturgeschichte Schloss Gottorf und Eisenkunstguss-Museum Büdelsdorf[11]

## Stipendien und Auszeichnungen
- 2000: Young Artist EDP Prize, Lissabon
- 2003: Tabaqueira Fund for Public Art, Lissabon
- 2006: The Winner Takes It All, Berardo-Stiftung, Lissabon